# فردریک اسکاولان
فردریک اسکاولان (به نروژی: Fredrik Skavlan) (زاده ۲ سپتامبر ۱۹۶۶) یک میزبان تلویزیونی، روزنامه‌نگار و کاریکاتوریست نروژی است. او برنامه گفتگومحور اولین و آخرین را از ۱۹۹۸ تا ۲۰۰۷ و همچنین اسکاولان را از ۲۰۰۹ میزبانی کرده است که برای هر دو جوایزی را به عنوان بهترین میزبان برنامه گفتگومحور دریافت کرده است. او در آغاز به عنوان یک روزنامه‌نگار و کاریکاتوریست در روزنامه‌های نروژی بسیاری کار می‌کرد.